# Faeröers voetbalelftal (mannen)

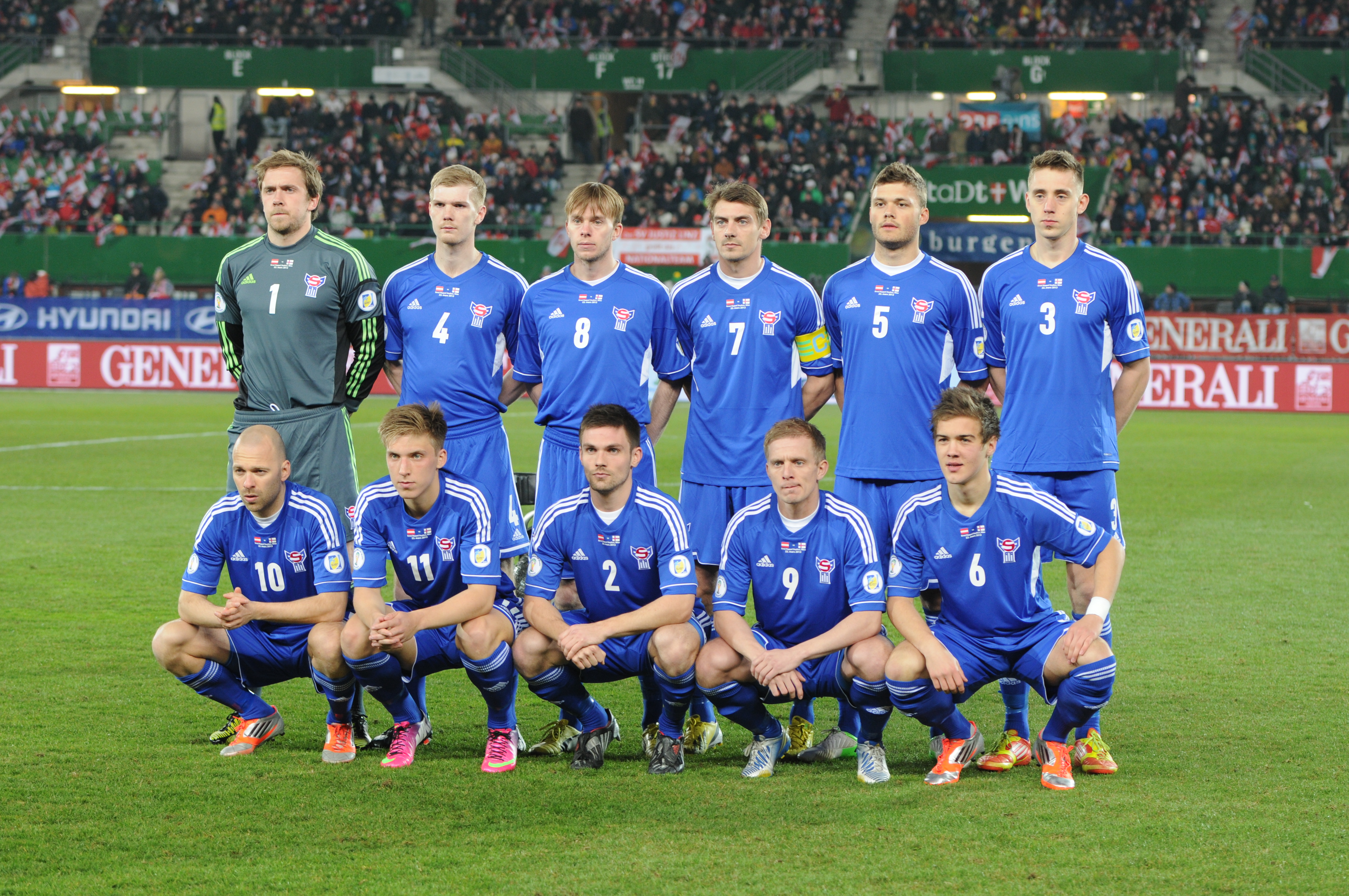
Faeröers voetbalelftal voor de wedstrijd tegen Oostenrijk in 2013

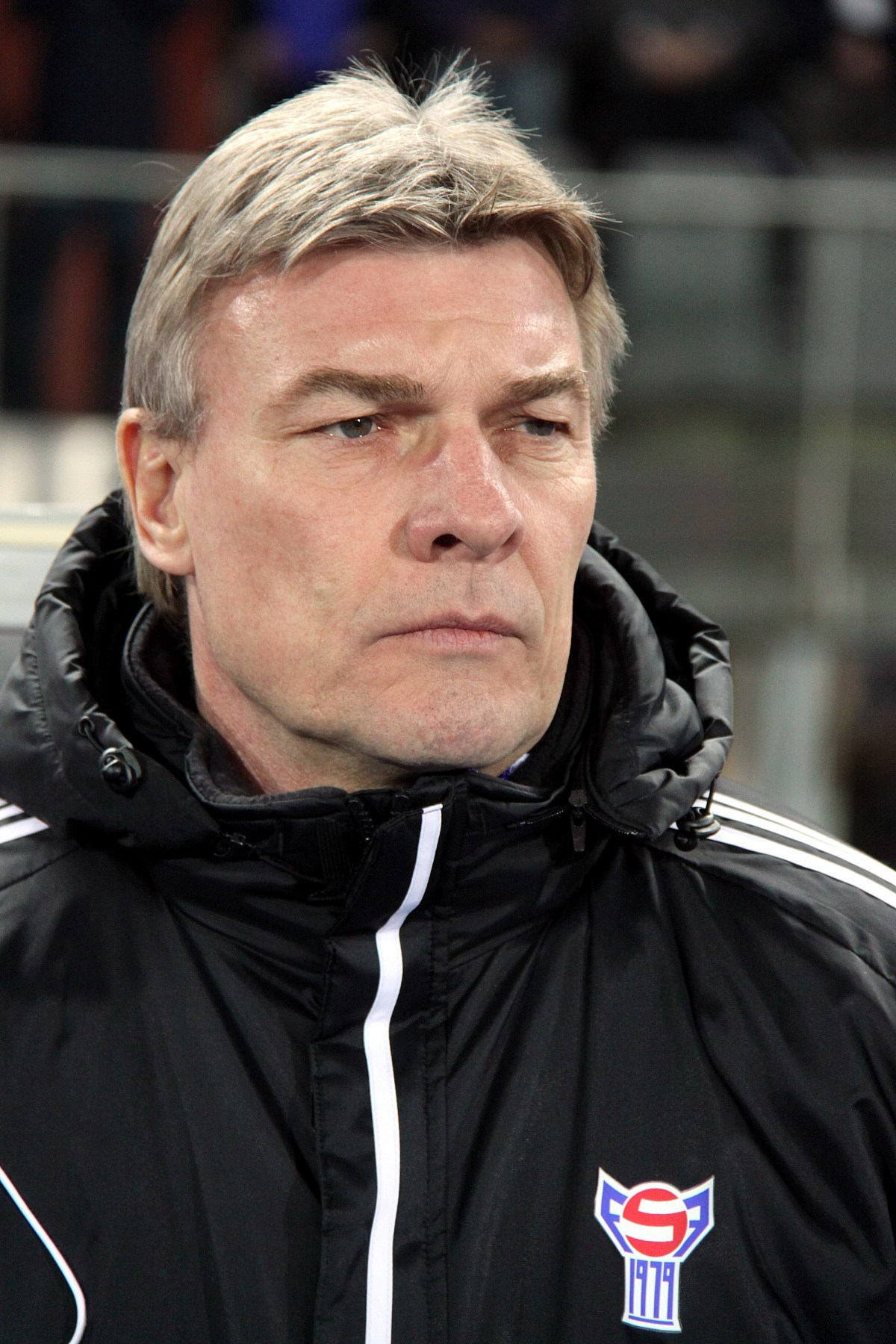
Voormalig bondscoach Lars Olsen

Het Faeröers voetbalelftal is een team van voetballers dat de Faeröer vertegenwoordigt in internationale wedstrijden en competities, zoals in vriendschappelijke wedstrijden en kwalificatietoernooien. De Faeröer wisten zich nog nooit te plaatsen voor een eindronde van het EK of WK.

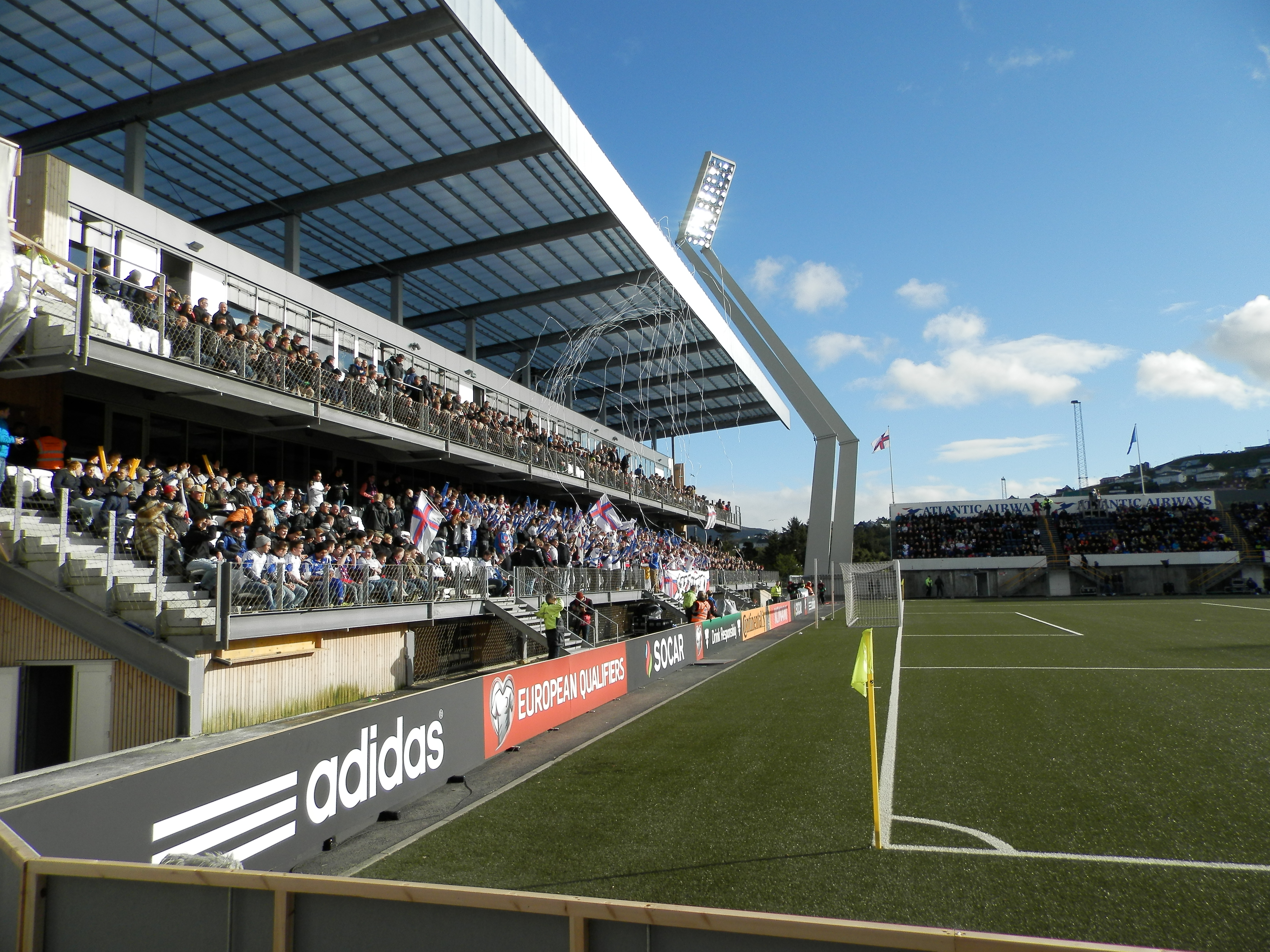
Tórsvøllur (2015)

## Geschiedenis

### Eerste interlands
Op 2 juli 1988 werd men lid van de FIFA, op 18 april 1990 werd de eilandengroep lid van de UEFA. Het land speelde de eerste officiële interland op 24 augustus 1988. Tegenstander was IJsland, dat in Akranes met 1–0 won. De vriendschappelijke wedstrijd tegen Canada in 1989 eindigde in een 1–0-overwinning. 

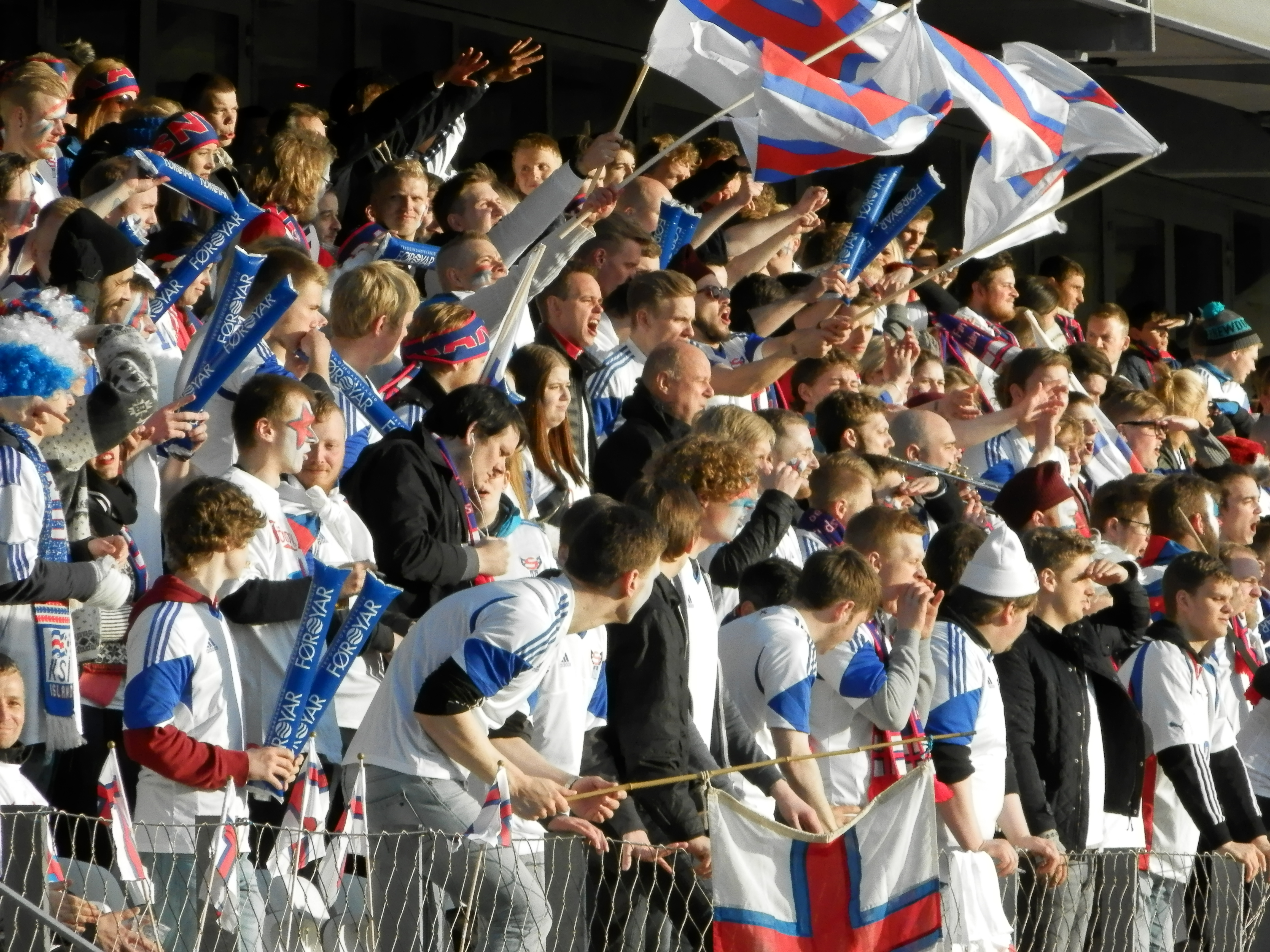
Supportersvereniging Skansin in de gewonnen wedstrijd tegen Griekenland op 13 juni 2015

Het land schreef zich voor de eerste keer in voor kwalificatie voor het EK in 1992. De eerste wedstrijd was meteen een enorme stunt, op 12 september 1990 versloegen de eilandbewoners in de Zweedse stad Landskrona WK-deelnemer Oostenrijk met 1–0. Het doelpunt kwam op naam van Torkil Nielsen. Faeröer speelde ook nog gelijk in de uitwedstrijd tegen Noord-Ierland, de andere wedstrijden gingen verloren.

### Op zoek naar overwinningen
Als voetbaldwergland presteert de Faeröer bovengemiddeld. In bijna elke WK- of EK-kwalificatiereeks zorgt de eilandengroep wel voor een stunt(je). Slechts vijf maal eindigde het in zijn kwalificatiegroep niet als laatste: Voor het EK 1996 eindigde men boven San Marino, voor het WK 1998 en EK 2020 boven Malta, voor het WK 2002 boven Luxemburg, voor het EK 2016 boven Griekenland en voor het WK 2018 boven Letland en Andorra.
Op het lijstje met overwinningen staan een beperkt aantal landen, waaronder Oostenrijk (EK 1992), San Marino (EK 1996), Malta (WK 1998 en EK 2020), Luxemburg (WK 2002), Litouwen (WK 2010), Estland (EK 2012), Griekenland (EK 2016), Letland (WK 2018) en Andorra (WK 2018). Tijdens de kwalificatie voor het EK 2016 werden er zelfs twee overwinningen behaald, zowel thuis (2–1) als uit (0–1) werd er van Griekenland gewonnen. De eilandengroep eindigde ook boven de Grieken in zijn poule.
Sinds de invoering van de UEFA Nations League wint de eilandengroep meer wedstrijden, aangezien de tegenstanders van vergelijkbaar niveau zijn. In 2020 volgde promotie vanuit de laagste divisie naar divisie C, de eilandengroep won groep D1 met Letland, Malta en Andorra.

## Stadion
De thuiswedstrijden worden gespeeld in het Tórsvøllur. In 2012 kwam daar een kunstgrasmat te liggen. Hiermee is de eilandengroep een van de weinige landen die interlands op kunstgras speelt. Het stadion werd tussen 2011 en 2021 omgebouwd tot een multifunctioneel stadion dat voldoet aan de eisen van de UEFA en de FIFA. Tot en met 2011 had men ook nog de beschikking over het stadion Svangaskarð in Toftir. Op 7 juni 2011 werd daar voor het laatst een interland gespeeld toen Estland met 2–0 verslagen werd voor de EK-kwalificatie van 2012.
De supportersvereniging Skansin groepeert zich bij ieder thuisduel in de tribune achter het doel.

## Prestaties op internationale toernooien

### Wereldkampioenschap
| Wereldkampioenschap voetbal | Wereldkampioenschap voetbal    | Wereldkampioenschap voetbal    | Wereldkampioenschap voetbal    | Wereldkampioenschap voetbal    | Wereldkampioenschap voetbal    | Wereldkampioenschap voetbal    | Wereldkampioenschap voetbal    | Wereldkampioenschap voetbal |
| Jaar                        | Ronde                          | Wed.                           | W                              | G                              | V                              | DV                             | DT                             |                             |
| --------------------------- | ------------------------------ | ------------------------------ | ------------------------------ | ------------------------------ | ------------------------------ | ------------------------------ | ------------------------------ | --------------------------- |
| 1994                        | Niet gekwalificeerd            | Niet gekwalificeerd            | Niet gekwalificeerd            | Niet gekwalificeerd            | Niet gekwalificeerd            | Niet gekwalificeerd            | Niet gekwalificeerd            |                             |
| 1998                        | Niet gekwalificeerd            | Niet gekwalificeerd            | Niet gekwalificeerd            | Niet gekwalificeerd            | Niet gekwalificeerd            | Niet gekwalificeerd            | Niet gekwalificeerd            |                             |
| 2002                        | Niet gekwalificeerd            | Niet gekwalificeerd            | Niet gekwalificeerd            | Niet gekwalificeerd            | Niet gekwalificeerd            | Niet gekwalificeerd            | Niet gekwalificeerd            |                             |
| 2006                        | Niet gekwalificeerd            | Niet gekwalificeerd            | Niet gekwalificeerd            | Niet gekwalificeerd            | Niet gekwalificeerd            | Niet gekwalificeerd            | Niet gekwalificeerd            |                             |
| 2010                        | Niet gekwalificeerd            | Niet gekwalificeerd            | Niet gekwalificeerd            | Niet gekwalificeerd            | Niet gekwalificeerd            | Niet gekwalificeerd            | Niet gekwalificeerd            |                             |
| 2014                        | Niet gekwalificeerd            | Niet gekwalificeerd            | Niet gekwalificeerd            | Niet gekwalificeerd            | Niet gekwalificeerd            | Niet gekwalificeerd            | Niet gekwalificeerd            |                             |
| 2018                        | Niet gekwalificeerd            | Niet gekwalificeerd            | Niet gekwalificeerd            | Niet gekwalificeerd            | Niet gekwalificeerd            | Niet gekwalificeerd            | Niet gekwalificeerd            |                             |
| 2022                        | Niet gekwalificeerd            | Niet gekwalificeerd            | Niet gekwalificeerd            | Niet gekwalificeerd            | Niet gekwalificeerd            | Niet gekwalificeerd            | Niet gekwalificeerd            | Niet gekwalificeerd         |
| 2026                        | Kwalificatie nog niet begonnen | Kwalificatie nog niet begonnen | Kwalificatie nog niet begonnen | Kwalificatie nog niet begonnen | Kwalificatie nog niet begonnen | Kwalificatie nog niet begonnen | Kwalificatie nog niet begonnen |                             |

### Europees kampioenschap
| Europees kampioenschap voetbal | Europees kampioenschap voetbal | Europees kampioenschap voetbal | Europees kampioenschap voetbal | Europees kampioenschap voetbal | Europees kampioenschap voetbal | Europees kampioenschap voetbal | Europees kampioenschap voetbal | Europees kampioenschap voetbal |
| Jaar                           | Ronde                          | Wed.                           | W                              | G                              | V                              | DV                             | DT                             | Kwal                           |
| ------------------------------ | ------------------------------ | ------------------------------ | ------------------------------ | ------------------------------ | ------------------------------ | ------------------------------ | ------------------------------ | ------------------------------ |
| 1992                           | Niet gekwalificeerd            | Niet gekwalificeerd            | Niet gekwalificeerd            | Niet gekwalificeerd            | Niet gekwalificeerd            | Niet gekwalificeerd            | Niet gekwalificeerd            | Niet gekwalificeerd            |
| 1996                           | Niet gekwalificeerd            | Niet gekwalificeerd            | Niet gekwalificeerd            | Niet gekwalificeerd            | Niet gekwalificeerd            | Niet gekwalificeerd            | Niet gekwalificeerd            | Niet gekwalificeerd            |
| 2000                           | Niet gekwalificeerd            | Niet gekwalificeerd            | Niet gekwalificeerd            | Niet gekwalificeerd            | Niet gekwalificeerd            | Niet gekwalificeerd            | Niet gekwalificeerd            | Niet gekwalificeerd            |
| 2004                           | Niet gekwalificeerd            | Niet gekwalificeerd            | Niet gekwalificeerd            | Niet gekwalificeerd            | Niet gekwalificeerd            | Niet gekwalificeerd            | Niet gekwalificeerd            | Niet gekwalificeerd            |
| 2008                           | Niet gekwalificeerd            | Niet gekwalificeerd            | Niet gekwalificeerd            | Niet gekwalificeerd            | Niet gekwalificeerd            | Niet gekwalificeerd            | Niet gekwalificeerd            | Niet gekwalificeerd            |
| 2012                           | Niet gekwalificeerd            | Niet gekwalificeerd            | Niet gekwalificeerd            | Niet gekwalificeerd            | Niet gekwalificeerd            | Niet gekwalificeerd            | Niet gekwalificeerd            | Niet gekwalificeerd            |
| 2016                           | Niet gekwalificeerd            | Niet gekwalificeerd            | Niet gekwalificeerd            | Niet gekwalificeerd            | Niet gekwalificeerd            | Niet gekwalificeerd            | Niet gekwalificeerd            | Niet gekwalificeerd            |
| 2020                           | Niet gekwalificeerd            | Niet gekwalificeerd            | Niet gekwalificeerd            | Niet gekwalificeerd            | Niet gekwalificeerd            | Niet gekwalificeerd            | Niet gekwalificeerd            | Niet gekwalificeerd            |
| 2024                           | Niet gekwalificeerd            | Niet gekwalificeerd            | Niet gekwalificeerd            | Niet gekwalificeerd            | Niet gekwalificeerd            | Niet gekwalificeerd            | Niet gekwalificeerd            | Niet gekwalificeerd            |

### UEFA Nations League
| 2018–19 | D | 50e | 6 | 1 | 2 | 3 | 5 | 10 | Stabiel  |
| 2020–21 | D | 50e | 6 | 3 | 3 | 0 | 9 | 5  | Gestegen |
| 2022–23 | C | 41e | 6 | 2 | 2 | 2 | 7 | 10 | Stabiel  |

## Huidige selectie
Bijgewerkt tot en met 22 maart 2025, de interland tegen  Tsjechië in de kwalificatie voor het WK 2026.
| Nr.         | Naam                | Wed. | Dlpnt. | Club         |
| ----------- | ------------------- | ---- | ------ | ------------ |
| Doel        |                     |      |        |              |
| 1           | Mattias Lamhauge    | 9    | 0      | Fredericia   |
| 12          | Ari Petersen        | 0    | 0      | 07 Vestur    |
| 23          | Bárður á Reynatrøð  | 11   | 0      | Víkingur     |
| Verdediging |                     |      |        |              |
| 2           | Jóannes Danielsen   | 18   | 0      | KÍ Klaksvík  |
| 3           | Viljormur Davidsen  | 86   | 6      | HB Tórshavn  |
| 4           | Samuel Chukwudi     | 5    | 0      | SJK          |
| 5           | Andrias Edmundsson  | 14   | 0      | Wisła Płock  |
| 13          | Arnbjørn Svensson   | 2    | 1      | Víkingur     |
| 15          | Odmar Færø          | 64   | 1      | KÍ Klaksvík  |
| 16          | Gunnar Vatnhamar    | 46   | 3      | Víkingur     |
| 19          | Jann Benjaminsen    | 7    | 1      | NSÍ Runavík  |
| 20          | Hanus Sørensen      | 16   | 1      | Celje        |
| Middenveld  |                     |      |        |              |
| 6           | Hallur Hansson      | 75   | 5      | KÍ Klaksvík  |
| 8           | Brandur Hendriksson | 64   | 6      | NSÍ Runavík  |
| 14          | René Joensen        | 61   | 3      | KÍ Klaksvík  |
| 18          | Géza Dávid Turi     | 0    | 0      | Grimsby Town |
| 22          | Noah Mneney         | 6    | 0      | HB Tórshavn  |
| Aanval      |                     |      |        |              |
| 7           | Árni Frederiksberg  | 12   | 0      | KÍ Klaksvík  |
| 9           | Páll Klettskarð     | 17   | 0      | KÍ Klaksvík  |
| 10          | Meinhard Olsen      | 35   | 1      | Kolding      |
| 11          | Petur Knudsen       | 21   | 1      | NSÍ Runavík  |
| 17          | Adrian Justinussen  | 12   | 1      | Hillerød     |
| 21          | Poul Kallsberg      | 0    | 0      | Víkingur     |

## Tegenstanders
- Bijgewerkt tot en met de interland tegen  Noord-Macedonië (0-1) op 17 november 2024.

| Tegenstander      | Wed. | W | G | V  | DV | DT | DS  | Details |
| ----------------- | ---- | - | - | -- | -- | -- | --- | ------- |
| Albanië           | 2    | 0 | 1 | 1  | 1  | 3  | –2  | details |
| Andorra           | 5    | 3 | 2 | 0  | 4  | 0  | +4  | details |
| Armenië           | 2    | 1 | 1 | 0  | 3  | 2  | +1  | details |
| Azerbeidzjan      | 3    | 0 | 0 | 3  | 0  | 8  | –8  | details |
| België            | 2    | 0 | 0 | 2  | 0  | 6  | –6  | details |
| Bosnië en Her.    | 2    | 0 | 1 | 1  | 2  | 3  | –1  | details |
| Canada            | 2    | 1 | 0 | 1  | 1  | 1  | 0   | details |
| Cyprus            | 4    | 0 | 1 | 3  | 3  | 10 | –7  | details |
| Denemarken        | 7    | 0 | 0 | 7  | 2  | 20 | –18 | details |
| Duitsland         | 4    | 0 | 0 | 4  | 1  | 10 | –9  | details |
| Estland           | 8    | 2 | 1 | 5  | 11 | 19 | –8  | details |
| Finland           | 5    | 0 | 0 | 5  | 1  | 14 | –13 | details |
| Frankrijk         | 6    | 0 | 0 | 6  | 0  | 22 | –22 | details |
| Georgië           | 2    | 0 | 0 | 2  | 1  | 9  | –8  | details |
| Gibraltar         | 2    | 1 | 1 | 0  | 4  | 1  | +3  | details |
| Griekenland       | 4    | 2 | 0 | 2  | 4  | 11 | –7  | details |
| Hongarije         | 4    | 0 | 1 | 3  | 1  | 4  | –3  | details |
| Ierland           | 4    | 0 | 0 | 4  | 1  | 11 | –10 | details |
| IJsland           | 14   | 1 | 0 | 13 | 8  | 25 | –17 | details |
| Israël            | 5    | 0 | 1 | 4  | 4  | 12 | –8  | details |
| Italië            | 4    | 0 | 0 | 4  | 2  | 11 | –9  | details |
| Joegoslavië       | 6    | 0 | 0 | 6  | 2  | 28 | –26 | details |
| Kazachstan        | 4    | 2 | 1 | 1  | 7  | 6  | +1  | details |
| Kosovo            | 4    | 0 | 2 | 2  | 2  | 6  | –4  | details |
| Letland           | 8    | 1 | 5 | 2  | 6  | 6  | 0   | details |
| Liechtenstein     | 8    | 8 | 0 | 0  | 21 | 4  | +17 | details |
| Litouwen          | 11   | 2 | 2 | 7  | 8  | 15 | –7  | details |
| Luxemburg         | 6    | 3 | 2 | 1  | 5  | 3  | +2  | details |
| Malta             | 10   | 6 | 2 | 2  | 19 | 14 | +5  | details |
| Moldavië          | 4    | 1 | 2 | 1  | 4  | 4  | 0   | details |
| Nederland         | 1    | 0 | 0 | 1  | 0  | 3  | –3  | details |
| Noord-Ierland     | 6    | 0 | 2 | 4  | 3  | 16 | –13 | details |
| Noord-Macedonië   | 3    | 0 | 1 | 2  | 1  | 3  | –2  | details |
| Noorwegen         | 4    | 0 | 0 | 4  | 0  | 13 | –13 | details |
| Oekraïne          | 2    | 0 | 0 | 2  | 0  | 7  | –7  | details |
| Oostenrijk        | 8    | 1 | 1 | 6  | 4  | 21 | –17 | details |
| Polen             | 5    | 0 | 0 | 5  | 1  | 16 | –15 | details |
| Portugal          | 3    | 0 | 0 | 3  | 1  | 16 | –15 | details |
| Roemenië          | 8    | 0 | 0 | 8  | 2  | 26 | –24 | details |
| Rusland           | 4    | 0 | 0 | 4  | 2  | 12 | –10 | details |
| San Marino        | 2    | 2 | 0 | 0  | 6  | 1  | +5  | details |
| Schotland         | 11   | 0 | 2 | 9  | 6  | 31 | –25 | details |
| Servië            | 4    | 0 | 0 | 4  | 1  | 10 | –9  | details |
| Slovenië          | 4    | 0 | 1 | 3  | 3  | 12 | –9  | details |
| Slowakije         | 2    | 0 | 0 | 2  | 1  | 5  | –4  | details |
| Spanje            | 4    | 0 | 0 | 4  | 4  | 17 | –13 | details |
| Thailand          | 1    | 0 | 0 | 1  | 0  | 2  | –2  | details |
| Tsjechië          | 7    | 0 | 0 | 7  | 0  | 16 | –16 | details |
| Tsjecho-Slowakije | 2    | 0 | 0 | 2  | 0  | 7  | –7  | details |
| Turkije           | 3    | 1 | 1 | 1  | 3  | 6  | –3  | details |
| Wales             | 2    | 0 | 0 | 2  | 0  | 9  | –9  | details |
| Zweden            | 4    | 0 | 1 | 3  | 1  | 8  | –7  | details |
| Zwitserland       | 6    | 0 | 0 | 6  | 2  | 19 | –17 | details |

## FIFA-wereldranglijst[1]
| 1993 | 1994 | 1995 | 1996 | 1997 | 1998 | 1999 | 2000 | 2001 | 2002 | 2003 | 2004 | 2005 | 2006 | 2007 | 2008 | 2009 | 2010 | 2011 | 2012 | 2013 | 2014 | 2015 | 2016 | 2017 | 2018 | 2019 | 2020 | 2021 | 2022 | 2023 | 2024 |
| ---- | ---- | ---- | ---- | ---- | ---- | ---- | ---- | ---- | ---- | ---- | ---- | ---- | ---- | ---- | ---- | ---- | ---- | ---- | ---- | ---- | ---- | ---- | ---- | ---- | ---- | ---- | ---- | ---- | ---- | ---- | ---- |
| 115  | 133  | 120  | 135  | 117  | 125  | 112  | 117  | 117  | 114  | 126  | 131  | 132  | 181  | 194  | 184  | 117  | 136  | 116  | 153  | 170  | 104  | 97   | 83   | 95   | 98   | 110  | 107  | 123  | 123  | 135  | 137  |

## Bekende spelers
FSF · A-internationals · Statistieken · Bondscoaches · Faeröers vrouwenelftal · Faeröer U21 · Faeröer U20 · Faeröer U19 · Faeröer U18 · Faeröer U17 · Faeröer U16
1980 – 1989 ·
1990 – 1999 ·
2000 – 2009 ·
2010 – 2019 ·
2020 – 2029
1988 · 
1989 · 
1990 ·
1991 · 
1992 · 
1993 · 
1994 · 
1995 · 
1996 · 
1997 · 
1998 · 
1999 · 
2000 · 
2001 · 
2002 · 
2003 · 
2004 · 
2005 · 
2006 · 
2007 · 
2008 · 
2009 · 
2010 · 
2011 · 
2012 · 
2013 · 
2014 · 
2015 · 
2016 ·
2017 ·
2018 ·
2019 ·
2020 ·
2021 ·
2022 ·
2023 ·
2024
Albanië ·
Andorra ·
Armenië ·
Azerbeidzjan ·
België ·
Bosnië en Herzegovina ·
Canada ·
Cyprus ·
Denemarken ·
Duitsland ·
Estland ·
Finland ·
Frankrijk ·
Georgië ·
Gibraltar ·
Griekenland ·
Hongarije ·
Ierland ·
IJsland ·
Israël ·
Italië ·
Joegoslavië ·
Kazachstan ·
Kosovo ·
Letland · 
Liechtenstein ·
Litouwen ·
Luxemburg ·
Malta ·
Moldavië ·
Nederland ·
Noord-Ierland ·
Noord-Macedonië ·
Noorwegen ·
Oekraïne ·
Oostenrijk ·
Polen ·
Portugal ·
Roemenië ·
Rusland ·
San Marino ·
Schotland ·
Servië ·
Servië en Montenegro · 
Slovenië ·
Slowakije ·
Spanje ·
Thailand ·
Tsjechië ·
Tsjecho-Slowakije ·
Turkije ·
Wales ·
Zweden ·
Zwitserland
 Albanië ·  Andorra ·  Armenië ·  Azerbeidzjan ·  België ·  Bosnië en Herzegovina ·  Bulgarije ·  Cyprus ·  Denemarken ·  Duitsland ·  Engeland ·  Estland ·  Faeröer ·  Finland ·  Frankrijk ·  Georgië ·  Gibraltar ·  Griekenland ·  Hongarije ·  Ierland ·  IJsland ·  Israël ·  Italië ·  Kazachstan ·  Kosovo ·  Kroatië ·  Letland ·  Liechtenstein ·  Litouwen ·  Luxemburg ·  Malta ·  Moldavië ·  Montenegro ·  Nederland ·  Noord-Ierland ·  Noord-Macedonië ·  Noorwegen ·  Oekraïne ·  Oostenrijk ·  Polen ·  Portugal ·  Roemenië ·  Rusland ·  San Marino ·  Schotland ·  Servië ·  Slovenië ·  Slowakije ·  Spanje ·  Tsjechië ·  Turkije ·  Wales ·  Wit-Rusland ·  Zweden ·  Zwitserland
 Bohemen ·  Bohemen en Moravië ·  Duitse Democratische Republiek ·  Ierland ·  Joegoslavië ·  Servië en Montenegro ·  Tsjecho-Slowakije ·  GOS ·  Saarland ·  Sovjet-Unie